# دانشمند ارشد ناسا
دانشمند ارشد بزرگترین جایگاه علمی در نهاد ملی هوانوردی و فضایی (ناسا) می باشد. دانشمند ارشد تحت عنوان مشاور اصلی مدیر ناسا در مسئله های علمی و تحت عنوان واسط برای جامعه علمی ملی و بین‌المللی انجام می دهد و کفالت می‌دهد که برنامه‌های پژوهشی ناسا از دیدگاه علمی و فناوری به خوبی تاسیس شده و برای استفاده های مورد نظرشان مطلوب می باشد. 

## تاریخ
جایگاه دانشمند ارشد برای مشاوره به مدیر ناسا در باره سرمایه، اهداف راهبردی و محتوای کنونی برنامه های علمی ناسا تشکیل گردید. دانشمند ارشد از حومه با نمایندگان مطلوب شرکت های راهبردی ناسا و مراکز میدانی، و همچنین کمیته های مشورتی و جامعه خارجی همکاری می کند. دانشمند ارشد آماج و برامد های علمی آژانس را برای نظایر آژانس های فدرال، صنعت، دانشگاه، نظایر نهاد های حکومتی، جامعه بین المللی و مردم عموم نشان می دهد. 

## لیست دانشمندان ارشد
- دکتر فرانک بی مک دونالد ، از سال ۱۹۸۲ تا ۱۹۸۷ [۲]
- دکتر نوئل هینرز ، از سال۱۹۸۷ تا ۱۹۸۹ [۳] [۴] [۵] [۶]
- دکتر فرانس آ. کوردووا ، از سال ۱۹۹۳ تا ۱۹۹۶ [۷]
- دکتر کتی ال. اولسن ، از تاریخ ۲۴ مه ۱۹۹۹، تا سال۲۰۰۲[۸] [۹]
- دکتر شانون لوسید ، از سال ۲۰۰۲ تا سپتامبر ۲۰۰۳
- دکتر جان ام. گرانسفلد ، از ماه سپتامبر ۲۰۰۳ تا ۲۰۰۴[۱۰]
- دکتر جیمز بی. گاروین ، از ماه اکتبر ۲۰۰۴ تا سپتامبر ۲۰۰۵[۱۱]
- دکتر ولید ابدالاتی ، از ماه ژانویه ۲۰۱۱ تا دسامبر ۲۰۱۲[۱۲]
- دکتر الن استوفان ، از تاریخ ۲۵ اوت ۲۰۱۳، تا دسامبر ۲۰۱۶[۱۳]
- دکتر جیم گرین ، از تاریخ ۱ می ۲۰۱۸ تا دسامبر ۲۰۲۱[۱۴]
- دکتر کاترین کالوین ، از تاریخ ۱۰ ژانویه ۲۰۲۲ تا به امروز[۱۵]